# Bishampton
Bishampton – wieś w Anglii, w hrabstwie Worcestershire, w dystrykcie Wychavon. Leży 15 km na wschód od miasta Worcester i 149 km na północny zachód od Londynu. Miejscowość liczy 678 mieszkańców.